# EADS Talarion
Le Talarion est un projet de véhicule aérien bimoteur à réaction d'environ 28 m d'envergure, télépiloté (un drone) conçu par EADS pour répondre aux futurs besoins militaires européens et couvrir les missions de reconnaissance, de renseignement et de surveillance. Le Talarion est un drone de type MALE (Moyenne Altitude, Longue Endurance). EADS a mené une revue de conception préliminaire dans les années 2010 avant d’annuler le programme.
Le nom du drone trouve son origine dans les Talaria, sandales ailées d’Hermès, héraut de Zeus et messager des dieux.

## Conception et développement
En 2010, EADS a été mécontent des pays à l'origine du Talarion (la France, l'Allemagne, l'Espagne et le Royaume-Uni) qui ne se sont pas engagés dans l'achat de l'appareil. À l'époque, le Talarion était en concurrence avec le Telemos (en) de BAE sur le marché européen.

### Partenariats
EADS Deutschland GmbH, et l’entreprise Turkish Aerospace Industries (TAI) ont signé le 11 mai 2011 un protocole d’accord (MoU) visant à établir une coopération étroite dans le cadre du programme Talarion.
L'Anka de la TAI est le seul à avoir développé et testé avec succès un drone MALE de son propre chef et a donc acquis une expérience significative dans le développement des grandes plates-formes UAV à long endurance.
EADS Cassidian désigne aussi Saab en septembre 2011 pour développer l'avionique et l'informatique embarquée du Talarion.
En décembre 2011, Cassidian et Alenia ont annoncé qu'ils allaient coopérer au développement de drones MALE (dont le Talarion).

### Abandon du programme

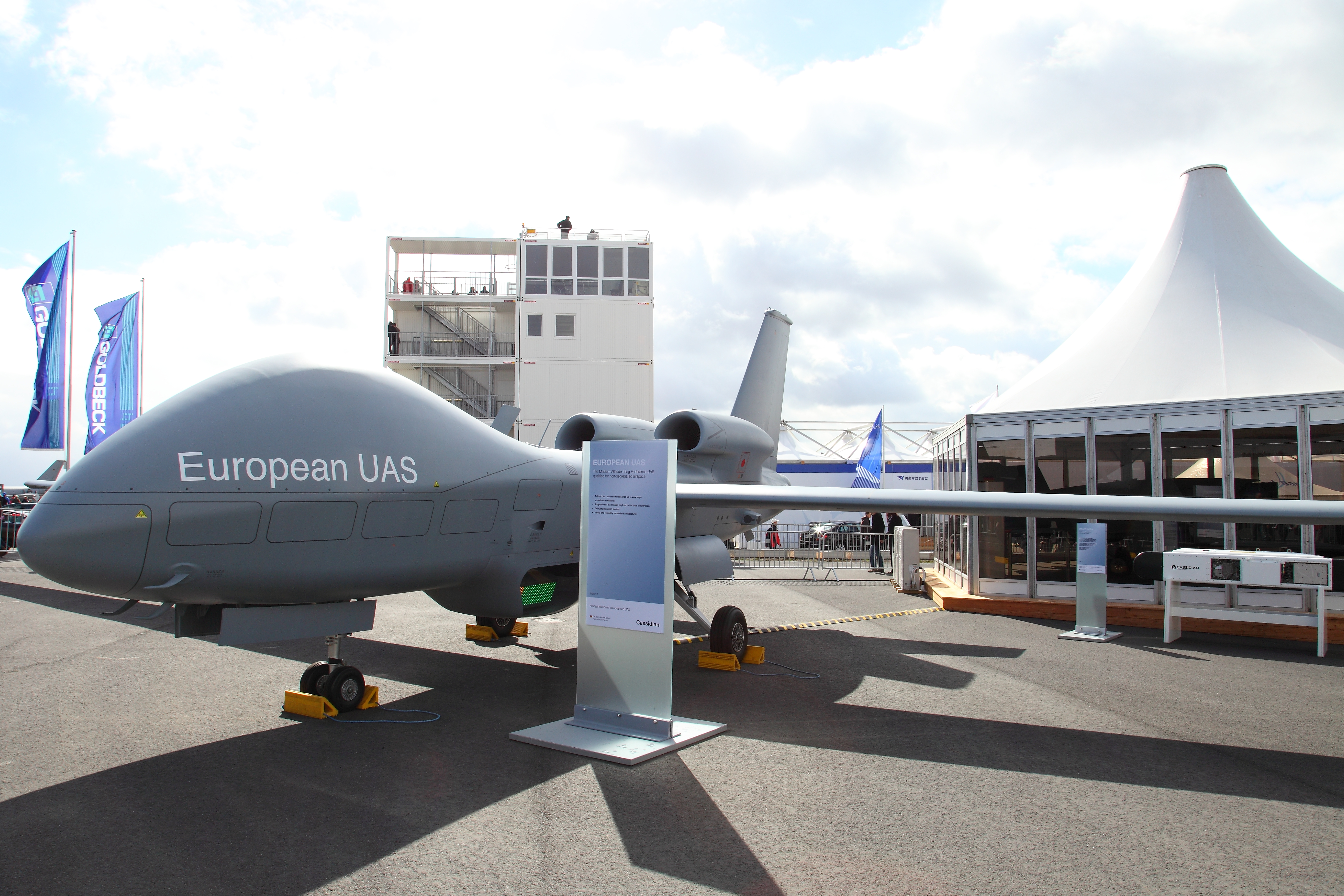
Le projet abandonné de drone Talarion présenté comme European UAS lors d'un salon à Berlin en septembre 2012.

En février 2012, Cassidian a annoncé son intention de mettre fin au programme Talarion, après avoir échoué sur l'obtention d'un soutien financier des acheteurs potentiels.
Fin juillet 2012, EADS annonce que le programme, n’ayant trouvé aucun acheteur ferme, est abandonné. Il est même présenté comme European UAS sur le site de la société et lors de salons.
Malgré son abandon, un achat par le gouvernement sud-coréen est évoqué en janvier 2013 qui pourrait envisager le Talarion, ou le Telemos, en tant qu'alternative au RQ-4 Global Hawk.
Après la décision du gouvernement français d’acheter les drones américains Reaper, Dassault Aviation, EADS et Finmeccanica s’associent en 2013 pour un nouveau projet : le MALE 2020. Il repart de la structure du Talarion, Dassault développant le système et Alenia les équipements.

### Engins comparables
- IAI Eitan
- General Atomics MQ-9 Reaper
- EADS Harfang